# 湯森法令
《汤森法令》（英語：Townshend Acts）是英国议会于1767年至1768年间制定的一系列涉及英国北美殖民地的法令的合稱，以提出该法令的财政大臣查理·汤森之名命名。汤森法令通常包括5条，涉及对进口的铅、玻璃、纸张和茶叶征税，引发了殖民地居民的抗议。1770年，除了茶叶税以外，其他税都被废除。该法令引发了波士顿大屠杀。